# Чертановка (село)
Чертановка (рос. Чертановка) — село в Кузоватовському районі Ульяновської області Російської Федерації.
Населення становить 435 осіб. Входить до складу муніципального утворення Спешневське сільське поселення.

## Історія
Від 2004 року входить до складу муніципального утворення Спешневське сільське поселення.

## Населення
| 2010 |
| ---- |
| 435  |